# 室利·奧羅賓多
室利·奧羅賓多（1872年8月15日—1950年12月5日），原名奥罗宾多·阿克罗伊德·高士，孟加拉人，印度民族主义政治活动家、革命家、哲学家、瑜伽士、上師、宗教家、报人与诗人。因其在印度独立运动与哲学、瑜伽领域的贡献，奥罗宾多被印度人尊为「聖哲」，與聖雄甘地，聖詩泰戈爾并列「三聖」。
1872年8月15日，奥罗宾多出生于加尔各答的卡雅斯塔家庭，7岁赴英国留学，后进入剑桥大学国王学院攻读文学。在英国期间，奥罗宾多阅读了大量西方名著，并加入印度人的爱国社团，萌生了民族解放意识。1893年，自英国回来的奥罗宾多先进入政府任职，后被巴羅達學院聘为外文教授。任教期间，奥罗宾多积极参与国大党的政治活动。1905年孟加拉分治后，其辞职返乡，开始领导加尔各答的反分治斗争。在1900年代末期，奥罗宾多组织反英示威，创办报纸《向祖国致敬》，宣扬印度民族主义思想，逐渐成为孟加拉的民族主义领袖与国大党激进派的代表。
1907年-1908年，由于反英活动，奥罗宾多两度入狱。入狱后，他开始阅读辨喜著作，经历了灵性的开悟，从此退出世俗生活，一心修行瑜伽。1910年，为躲避英国迫害，奥罗宾多移居至法国属地本地治里市，潜修四年瑜伽。1914年，他创办哲学月刊《雅利安》，发布了一系列阐释瑜伽哲学的文章。此后，奥罗宾多开始向众人传授瑜伽哲学，并在1926年与密那·阿尔法萨创办奥罗宾多修道院；在二人的努力下，本地治里逐渐成为瑜伽士的朝圣地。
1920年代后，奥罗宾多将精力集中在哲学与瑜伽研究上，并撰写了大量著述。1930年代，他为门徒写了上千份信件，阐释其哲学思想与瑜伽观点，皆被汇入《瑜伽书札集》一书。1950年12月5日，奥罗宾多逝世，六万多人参与他的葬礼，印度领导人尼赫鲁与普拉萨德高度评价了奥罗宾多的贡献。
奥罗宾多综合了印度吠檀多各派的哲学理论以及西方的唯心主义哲学思想，建立了整体吠檀多论与整体瑜伽论，在现代印度哲学史上占有重要的地位。他认为：人因为“现象界”的影响而贪嗔，需要通过整体瑜伽唤醒精神本性才能摆脱。他还指出：修习瑜伽利于加速精神进化，达到超心智状态。透过不断地进化，上升的人与下降的“梵”将会相遇，而人们都实现精神进化后，“神圣的人生境界”方会出现。

## 生平

### 早年生活
1872年8月15日，奥罗宾多出身于英属印度加爾各答的一个孟加拉卡雅什塔家庭，这一家庭祖居西孟加拉的科纳加尔。奥罗宾多的父亲克里希纳丹·高士是最早获得M.D.学位的孟加拉人，也是一位民事外科医生。作为改革团体梵社的前成员，其在爱丁堡学医的时候便对进化论感兴趣。
奥罗宾多的母亲斯瓦纳拉塔·黛维为梵社创始人、“印度民族主义之祖”拉杰纳拉扬·巴苏之女。为确保奥罗宾多顺利诞生，黛维被送往加尔各答的一处宜人之地待产。奥罗宾多的同胞包括贝诺伊布桑·高士、曼莫汉·高士两位哥哥，以及妹妹萨罗吉尼·高士和弟弟巴林德拉·库马尔·高士。
奥罗宾多虽是孟加拉族，但其父亲是仰慕英國文化的精英人士。因而奥罗宾多自幼学习英语，并使用印地语同仆人交流。1877年，奥罗宾多与两个哥哥被送到大吉嶺的全英文寄宿學校Loreto House，一方面可增進他們的語言能力，另方面是為了將他們與母親隔開，因奥罗宾多的母親在第一胎出生後沒多久就罹患了心理疾病。大吉岭是英印混血儿的主要聚居地，該寄宿學校係由愛爾蘭修女經營，奥罗宾多三兄弟在那裡得以暴露在基督宗教的教誨和象徵之中。

### 英格蘭(1879–1893)

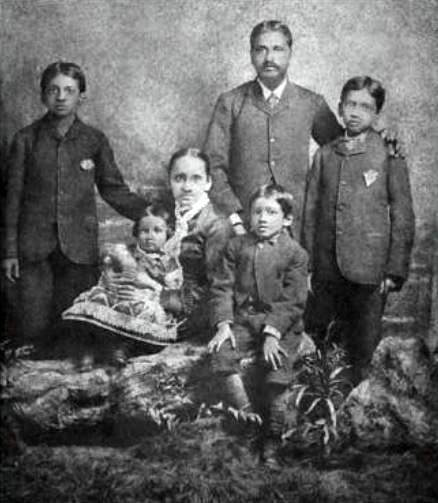
奧羅賓多（坐在母親身旁的男孩）一家。攝於英格蘭, ca. 1879.

因為奥罗宾多的父親希望他的兒子將來能夠進入印度公僕系統（ICS），ICS是一所1000多人組成的菁英組織，要進入的話英文必須流利，1879年奥罗宾多舉家遂移居英格蘭。奥罗宾多三兄弟被送到英國曼徹斯特接受歐式教育。奥罗宾多的父親隨後即返回印度，獨將妻子留在倫敦接受醫師的照料，而奥罗宾多胞弟Barindra亦於1880年一月在此出生。
當時，奥罗宾多的父親透過Rangapur的英國朋友認識了一名公理會的牧師－Reverend W. H. Drewett，並將三兄弟安置在他曼徹斯特的家中寄宿。（起先，奥罗宾多三兄弟先住在曼徹斯特的莎士比亞街84號，並於1881年的人口普查前搬到Chorlton-on-Medlock約克廣場29號。這次的人口普查奥罗宾多也被納入其中，登記的名字是Aravinda Ghose。）奥罗宾多接受Drewett完全世俗化的輔導，在那裡，談論印度文化是不被允許的。寄宿期間牧師夫婦也教授了三兄弟拉丁語，因為學會拉丁語才能進入較好的英語學校就讀。1881年，兩個哥哥先進入曼徹斯特文法學校，奥罗宾多因年幼無法入學，持續待在家裡接受Drewett夫婦教導的拉丁語、法語、地理及算數。儘管Drewett已被叮囑不得對三兄弟傳教，但男孩們還是不可避免地暴露於基督教的教導和活動中，這讓奥罗宾多甚感無趣，時而感到厭惡。英格蘭期間，三兄弟與父親甚少接觸，書信往來亦然。
Drewett於1884年移民到澳洲，男孩們被迫搬到倫敦與母親同住（1884至1887年，奥罗宾多住在倫敦謝潑德布希區聖史蒂芬大道49號）。同年九月，奥罗宾多與二哥Manmohan進入倫敦的倫敦聖保羅學校就讀，大哥Benoybhusan則留在曼徹斯特繼續完成他的學業。其間，奥罗宾多學會了希臘語，又用三年的時間研習英語文學及詩歌，他也掌握了一些德語和義大利語。此外，奥罗宾多這段期間也因Drewett之母的緣故陷入福音派的非難聲中，這讓他對該教派感到厭惡，奥罗宾多一度認為自己應該是無神論者，隨後又自詡為不可知論者。

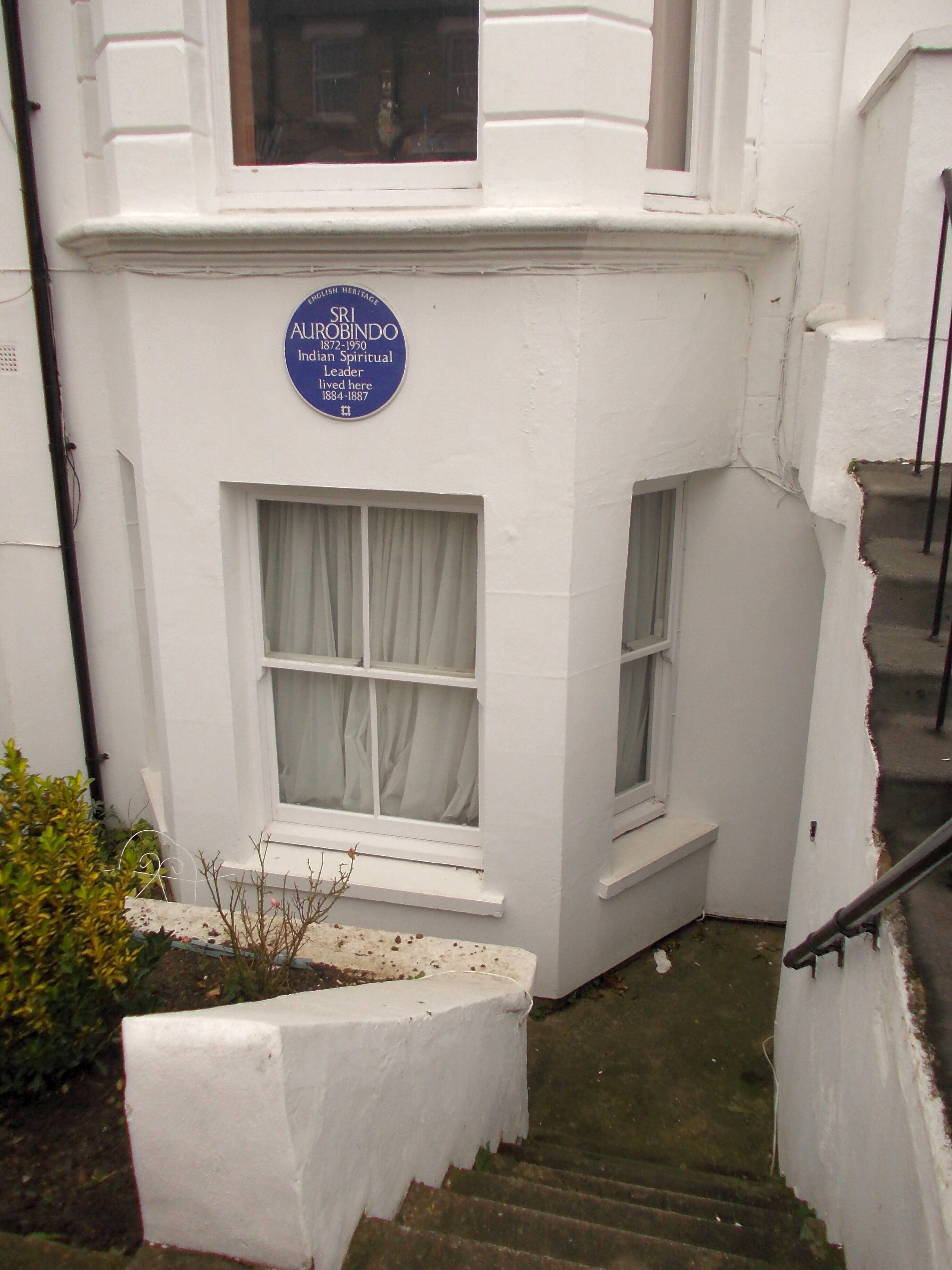
室利·奧羅賓多在倫敦的故居，謝潑德布希區聖史蒂芬大道49號的地下層，上有2007年英國官方掛上的紀念藍色牌匾。

1887年，奥罗宾多的父親經歷財務困窘，三兄弟遂遷入南肯辛頓自由俱樂部（Liberal Club）的刻苦環境。俱樂部的經理－詹姆士戈登－是奥罗宾多的父親在英帝國駐孟加拉官員亨利戈登的介紹下認識的，他倆是兄弟。
到了1889年，奥罗宾多二哥Manmohan決定以文學為業，而大哥Benoybhusan則證明瞭自己不符合ICS所須的入門標準。這意味著或許只有奥罗宾多能滿足父親的渴望，而當奥罗宾多的父親財根緊縮，奥罗宾多得用功讀書拿取獎學金才能達成。欲成為ICS公務員，考生必須通過競爭激烈的入門測驗，還得在試用期間在一所英語大學註冊讀兩年的書。奥罗宾多在Oscar Browning的推薦下獲得了劍橋大學國王學院的獎學金。幾個月後，他也通過了ICS的紙筆測驗，在250名競爭者中排名第11位。隨後，他在國王學院待了兩年。ICS試用階段過後，奥罗宾多因無意成為公務員，在馬術考試時故意遲到好喪失任用資格。
正當那個時候，印度古吉拉突邦巴羅達城的大君Sayajirao Gaekwad III恰在英格蘭，經由詹姆士戈登的介紹，奥罗宾多得以覲見大君並獲得巴羅達城的官職。隨後，奥罗宾多離開了英國啟程回印度，1893年2月，奥罗宾多到達了目的地巴羅達。同一時間，身在印度盼子歸來的父親因誤信孟買中間人誤報的沉船消息，以為奥罗宾多已在葡萄牙沿岸遇難，傷心欲絕而亡。

### 巴羅達和加爾各答(1893–1910)
主條目：室利·奧羅賓多的從政史
奥罗宾多於1893年來到了巴羅達 (古吉拉特邦)擔任政府要職，起先他在調查和結算部門，爾後又轉到稅收部和秘書處，直迄1897年，他也負責為巴羅達Gaekwad王朝的大君起草演講稿，教授文法及其他雜務。到了1897年，奥罗宾多在工作的同時還擔任巴羅達學院的兼職法語教師，隨後晉升為副校長。他在這段時間也自學了梵語和孟加拉語。
待在巴羅達那段時期，奥罗宾多同時為一份刊物《Indu Prakash》為文撰稿兼擔任巴羅達的學校董事會主席，而他也開始對印度脫離英國殖民統治的獨立運動顯出濃厚興趣，但囿於政府要員身份，他只能在幕後投入政治活動，例如，行經孟加拉與中央邦時趁勢與那裡的獨立運動分子串接，聯繫巴爾·甘格達爾·提拉克、{{Nivedita姊妹，並在巴羅達軍隊中為尼拉蘭巴·斯瓦米提供軍事訓練（爾後派遣其組織孟加拉地區的反殖民運動）。此外，奥罗宾多受到中世紀法國對英格蘭的反叛革命以及美國和義大利發生的起義所影響，在公共場合中，他提倡被動的不合作運動，但私下卻秘密組織反抗運動好為公開起義做準備，此舉是為了防止不合作運動失敗。
奥罗宾多一再往返於巴羅達和孟加拉兩地，一是希望能與失散的父母、親友，包括表兄弟Sarojini與胞弟Barin取得聯繫，二是希望在孟加拉建立更多的反殖民組織。自從英殖民當局宣佈孟加拉分治 (1905年)之後，他只在1906年回到加爾各答，上一次參訪加爾各答是1901年，奥罗宾多28歲，當時他娶了政府高官Bhupal Chandra Bose的14歲幼女Mrinalini，Mrinalini後來因1918年流感大流行卒於1918年12月。
而在孟加拉，有了胞弟Barin的協助，奥罗宾多與革命分子取得聯繫，激勵了Bagha Jatin、Jatin Banerjee和Surendranath Tagore等激進分子。同時，奥罗宾多也協助建立了一系列的青年軍，包括1902年加爾各答的Anushilan Samiti。
1906年，奥罗宾多成為印度國民大會黨的議員，並參予了瑙羅吉領導的國大會議，力圖貫徹四大目標：自治（Swaraj）、主權（Swadesh）、抵制、國家教育。1907年的蘇拉特國大會期間強硬派與中間派攤牌對峙，奥罗宾多與提拉克領導強硬派，會後自治兩派分裂。1907至1908年間，奥罗宾多頻繁赴浦那、孟買、巴羅達各地演講、會見各式各樣的團體，好宣揚他的反殖民立場。1908年5月，他再度被英殖民當局逮捕，罪名是涉嫌參與Alipore爆炸案。經過一年的隔離監禁，他在後續審判中獲釋。一出監獄，奥罗宾多旋即出版了兩份刊物，一份是英語版的《Karmayogin》、一份是孟加拉語版的《法》。他也在烏塔爾帕拉科特龍格發表了一篇演講（Uttarpara演講），暗陳其關切的焦點已由政治轉向靈性事物，但英殖民政府因他新日報中的文章未曾停止過迫害奥罗宾多，1910年四月奥罗宾多移居本地治里，英國的秘密員警仍跟到那裡監視他的一舉一動。

### 從政治轉向靈性
1905年七月，印度總督喬治·寇松實施了孟加拉分治，此舉引發了奧羅賓多等革命分子對英國政權的敵意，進而促使他們投入內亂等愛國行動。1908年，Khudiram Bose及Prafulla Chaki企圖暗殺Magistrate Kingsford，他是一名法官，欲對印度愛國者判處極刑。然而，瞄準其馬車的炸彈卻投偏到另一輛馬車上，因而炸死了兩名英籍婦女，即是Pringle Kennedy的妻女。奧羅賓多因而被控策劃及監控整起攻擊事件並單獨求刑於Alipore監獄。Alipore炸彈事件的審判拖了一年，最後，1909/5/6奥罗宾多被無罪開釋，此案中他的辯護律師是奇塔兰詹·达斯。
下獄期間，奥罗宾多經驗了靈性上的開悟，對人生的開法也產生了钜變：他不再以解放印度為終極目標。奥罗宾多表示他在獄中感受到斯瓦米·維韋卡南達的臨在。他說：「有兩個禮拜之久，斯瓦米在我冥思時頻頻對我說法。」據奥罗宾多自傳所載，這是他首度回到印度後感到的巨大平安，他無法言表，而這經驗也斷斷續續地出現。當時，他對瑜伽沒有任何概念，除了從友人Ganganath（也是Brahmanand Swami的弟子）那裡學到的一點瑜伽原理之外，奥罗宾多卻在沒有老師的教導下自行開始練瑜伽。（1907年，Barin將奥罗宾多引薦給Vishnu Bhaskar Lele，他是馬哈拉施特拉邦的一名瑜伽士。Vishnu Bhaskar Lele教導奥罗宾多傾聽內在引導，無須仰賴任何的外在上師或指引，奥罗宾多深受其影響。）
1910年，奥罗宾多退出所有的政治活動之外，藏身於金德訥格爾，當時，英方因奥罗宾多在《Karmayogin》發表了一篇文章〈致我的國人〉而欲以叛亂罪起訴他。而奥罗宾多消失匿蹤之後，逮捕狀被壓下、起訴罪也往後延。1910/4/4，奥罗宾多誘導警方公開行動並發出逮捕令，但他卻已逃入法屬殖民地本地治里而不受英國法律制裁。逮捕行動因而被撤銷。

### 本地治里(1910–1950)
1910年，奥罗宾多移居本地治里。在本地治里期間，他將精力全部放在哲學與靈性的追求上。1914年，經過四年與世隔絕的瑜伽修行之後，奥罗宾多創辦了哲學月刊《Arya: A Philosophical Review》，該刊持續發行到1921年為止。多年之後，奥罗宾多又重將月刊文稿編修成系列叢書，包括《神聖人生論》、《綜合瑜伽》、《薄伽梵歌論》、《吠陀經奧義》、《秘火誦讚》、《奧義書》、《印度文藝復興》、《戰爭與自決》、《人類循環》、《人類統一的理想》及《來世詩篇》均出自這份月刊。
在奥罗宾多講學的初期，只有少數跟隨者，日積月累下來，追隨者漸漸增多，1926年，奥罗宾多創辦了奧羅賓多修道院。也是從1926年起，奥罗宾多始以室利·奧羅賓多來署名（「室利」為Sri的音譯，原為梵文，意指「神聖的」，常作敬語用）。
那之後，奥罗宾多的著作主要是大量的學案及師生間的書信，上千封的編號信函多數成於30年代。這些著作中很大一部來自奥罗宾多在學生筆記空白處的簡短邊批，內容多是針對學生的問題所作的答覆或靈修報告，有些則是解釋其教學實用面的精心長篇回覆。之後，這些學案被編成三卷《瑜伽書札集》發表。1930年代末，奥罗宾多繼續提筆接續他早先的詩歌創作，並在餘生中持續編修擴充這部作品，最後完成了（或許是）他一生最偉大的文學成就，一部以無韻詩體裁寫成的24,000行左右的靈性史詩《莎維德麗》。
1950年12月5日，奥罗宾多與世長辭，六萬多人參加了他的喪禮。首相尼赫魯和總統普拉薩德讚揚他在瑜伽哲學和獨立鬥爭上的貢獻。國內和國際報紙均登載了他的死訊。

### 密那與修道院的發展
奧羅賓多的靈性協作人密那·阿爾法薩又被尊稱為「母親」。密那是法國人，1878/2/21生於巴黎。20多歲時，她向Max Théon學習神秘學。1914/3/29，密那隨同夫婿Paul Richard同赴本地治里，最終於1920年定居於此。奥罗宾多認為密那是他的靈性協作人和對等人身（spiritual equal）。1926/11/24，奥罗宾多退隱之後，他讓密那為奥罗宾多早期的追隨者規畫、建設、營運一個社區，也就是後來的奧羅賓多修道院的前身。不久，亦有信徒攜家帶眷加入修道院，密那也因此開始籌建奧羅賓多國際教育中心，作為實驗奥罗宾多教育理念的場域。1950年奥罗宾多逝世，密那繼承他的靈性工作，繼續引導修道院並指導奥罗宾多弟子。

## 哲學觀點
他綜合印度吠檀多各派的哲學理論以及西方唯心主義哲學觀點，建立了“整體吠檀多”理論體系。宣稱宇宙是由“現象世界”和“超越世界”兩個世界所組成，“超越世界”是由“現象世界”演化而來，即由物質進化到生命，由生命進化到心，再由心進化到“超心”。進化本身是刻意、帶有目定性而非隨機而為的；物質帶著衝動進化為生命，生命繼續帶著衝動進化為心。一切都源自無上的梵，梵降為超心，超心降為心，心再降為生命。世界是梵於無限的時間與空間的分佈，而個人是梵於時間與空間中的集中。世界在無限中尋求其梵的本體。因為梵化為了世界，則世界也相應地追求重組為梵。梵在其本質上是“真”的、“智”的、“樂”的。與此三者相反的事物，是三者的一部分墮落入局部的知識裡所致。

## 影響
奥罗宾多的影響力無遠弗屆。如在印度，S. K. Maitra、Anilbaran Roy及D. P. Chattopadhyaya均評論過奥罗宾多的著作。而[秘教]及傳統智慧作家，如米尔恰·伊利亚德、Paul Brunton及蓋農等人，則俱將奥罗宾多視作印度靈性傳統的真正代表人物。
Haridas Chaudhuri及Frederic Spiegelberg等人都曾受到奥罗宾多啟發，他倆均任職於舊金山的美國亞洲研究學院。不久，Chaudhuri偕其妻Bina成立了「文化整合協會」（後續又繁衍出加州整體哲學研究所）。
1968年五月期間，史托克豪森在因Satprem的奧羅賓多相關著作而深受啟發，這位作曲家在這段期間經歷了個人危機，後又在奥罗宾多哲學中與找到他所感覺到的東西。這段經歷之後，史托克豪森的音樂有了180度的大轉變，直迄職涯終了，他的音樂一直帶有神秘主義色彩。
William Irwin Thompson於1972年來到曙光村會見「母親」。Thompson稱奥罗宾多的靈性教誨為「激進的無政府主義」、「後宗教取向」，並視其著作可「...上溯至史前的女神文化、以及（麥克魯漢所說的『文化檢索』而來的）巫、產婆的原型...」。Thompson的著作也提到他在1973年母親入涅槃那夜經驗到從她而來的夏克提（一種心靈力量）。
奥罗宾多對於人類能力的演化去向之觀點影響了Michael Murphy的思維，並藉由Murphy的著作間接影響了人類潛能運動。
美國哲學家肯恩·威爾柏則稱奧羅賓多為「印度最偉大的當代哲學家聖人」，並將奥罗宾多一些觀點嵌入他的哲學宏圖中。威爾柏對奧羅賓多的詮釋為Rod Hemse所批評。新時代運動作家Andrew Harvey也視奧羅賓多為靈感上師。

## 批評
- N. R. Malkani（英语：N. R. Malkani）發現奥罗宾多的創造理論為假，其理論談及經驗及遠見超越了正常人類的經驗。他表示該理論雖以智性回答了難題，奥罗宾多建構理論及討論事物的過程卻有不可預測的特性，非基於存在的真理。Malkani又說，覺知本身已是事實，他建議無需再檢視此創造性活動了。[77]
- 肯恩·威爾柏對奥罗宾多哲學的詮釋拒絕接收他在《神聖人生論》[47]中提出的劃分實相的概念，認為物質、生命、心智、上心智（overmind）、超心智（supermind）位處不同層級，並用較高套疊或較低套疊（nested）的子整體（holon）及狀態為之命名，事實上僅有一個四重實相（fourfold reality，威爾柏創立的實相系統）。[78]
- Adi Da（英语：Adi Da）發現奥罗宾多的貢獻僅在文學及文化上，他只是將他的政治動機延伸到靈性及人類演化上而已。[79]
- 奧修說奥罗宾多是偉大的學者，但還未成道；他的人格小我令他間接宣稱他已超越佛陀。而據稱信徒數量的增加也讓他相信他已開悟。[80]

### 思想
- 整體瑜伽
- 整體心理學
- 超心智
- 中介帶（英语：Intermediate zone）

### 相關組織
- 奧羅賓多修道院
- 奧羅賓多國際學校（海得拉巴）（英语：Sri Aurobindo International School, Hyderabad）
- 曙光村

### 其他
- 奧羅賓多從政史（英语：Political history of Sri Aurobindo）
- 密那·阿爾法薩（奥罗宾多靈性協作人）
- 莎維德麗：一則傳說、一個象徵（奥罗宾多史詩代表作）

## 外部連結
- 奧羅賓多與密那·阿爾法薩珍貴影像資料 （页面存档备份，存于）
- 奥罗宾多生平一瞥 (梵語)
- 奧羅賓多修道院臉書
- 奧羅賓多修道院官網 （页面存档备份，存于）
- 莎維德麗：一個古印度的故事 （页面存档备份，存于）